# Bystrzyk krągłogłowy
Bystrzyk krągłogłowy (Rugilus subtilis) – gatunek chrząszcza z rodziny kusakowatych i podrodziny żarlinków.
Gatunek ten został opisany w 1840 roku przez Wilhelma Ferdinanda Erichsona jako Stilicus subtilis.
Chrząszcz o smukłym i trochę wypukłym ciele długości od 6 do 6,5 mm. Duża głowa ma szorstko i bardzo gęsto punktowaną powierzchnię, wargę górną zaopatrzoną w cztery ząbki, skroń w widoku z góry około dwukrotnie dłuższą od długości oka, a tylny brzeg zaokrąglony. Czułki są krępe i, podobnie jak głaszczki, brunatnoczerwone. Wyraźnie dłuższe niż szerokie przedplecze ma kolor czarny lub brunatnoczarny. Tylne brzegi znacznie dłuższych od przedplecza pokryw są ciemne. Odnóża są brunatnoczerwone z przyciemnionymi wierzchołkami ud i nasadami goleni tylnej pary. Samiec ma piąty sternit odwłoka normalnie wykształcony, zaś szósty sternit z trójkątnym wycięciem na tylnej krawędzi.
Owad znany z Hiszpanii, Wielkiej Brytanii, Francji, Belgii, Holandii, Niemiec, Szwajcarii, Austrii, Włoch, Polski, Czech, Słowacji, Węgier, Ukrainy, Rumunii, Bułgarii, Chorwacji, Serbii, Czarnogóry i Rosji. Zasiedla wilgotne lasy, wilgotne łąki, pobrzeża wód i mokradeł, doły po wybranej glinie. Bytuje pod rozkładającymi się szczątkami roślinnymi.